# Parkeisenbahn Syratal Plauen
| Kursbuchstrecke (DB): | 12250               |                        |                        |
| Streckenlänge: | 1,1 km              |                        |                        |
| Spurweite: | 600 mm (Schmalspur) |                        |                        |
| Stromsystem: | 220 V =             |                        |                        |
| |                     |                        |                        |
| \| \| \| \| \| \| \| \| Bahnhof Hainstraße \| \| \| \| \| Ladegleis \| \| \| \| \| Syra \| \| \| \| \| \| \| \| \| \| Haltepunkt Festwiese \| \| \| \| \| \| \| \| \| \| Lokschuppen/Wagenhalle \| \| |                     |                        |                        |
| Strecke von links · Strecke quer · Strecke von rechts |                     |                        |                        |
| Bahnhof · Strecke |                     | Bahnhof Hainstraße     | Bahnhof Hainstraße     |
| Abzweig nach links und nach rechts · Strecke von rechts · Strecke nach rechts |                     | Ladegleis              | Ladegleis              |
| Brücke über Wasserlauf |                     | Syra                   | Syra                   |
| Strecke von links · Strecke nach rechts und nach links · Strecke von rechts |                     |                        |                        |
| Haltepunkt / Haltestelle · Strecke |                     | Haltepunkt Festwiese   | Haltepunkt Festwiese   |
| Strecke nach links · Abzweig quer und von rechts · Strecke nach rechts |                     |                        |                        |
| Strecke nach links · Betriebs-/Güterbahnhof Streckenende und quer |                     | Lokschuppen/Wagenhalle | Lokschuppen/Wagenhalle |

Die Parkeisenbahn Syratal Plauen, auch Syratalbahn, ist eine elektrisch betriebene Parkeisenbahn in Plauen. Es ist die einzige Parkeisenbahn in Deutschland mit elektrischer Oberleitung.

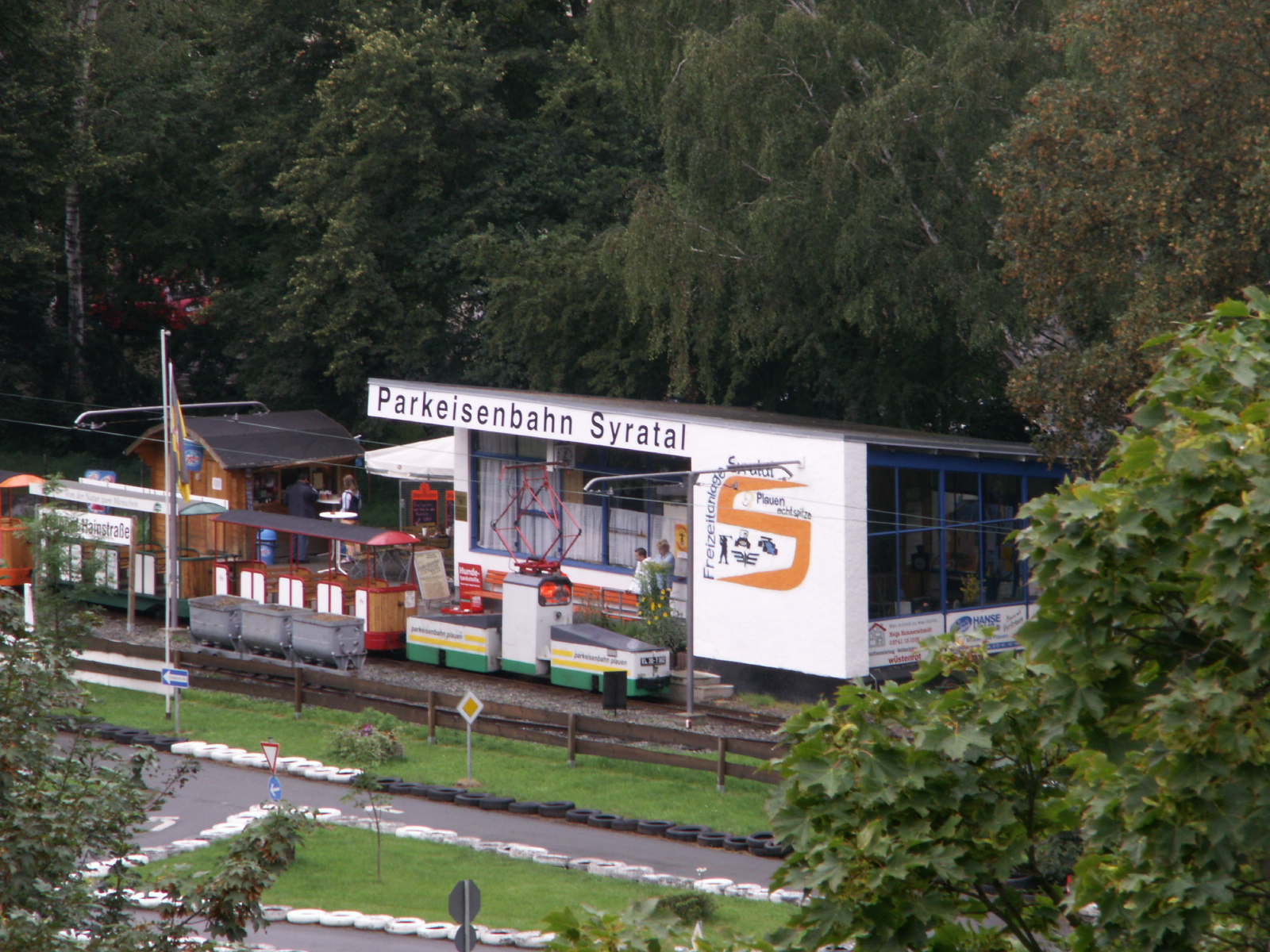
Ein Zug der Parkeisenbahn Plauen mit einer Lok der Baureihe EL 30 Tandem im Bahnhof Hainstraße, 2007.

## Geschichte
Die Bahn wurde am 7. Oktober 1959 zum zehnjährigen Bestehen der DDR als Pioniereisenbahn in Betrieb genommen.
Aufgrund von technischen Mängeln musste der Betrieb am 16. Juli 1977 eingestellt werden, die Gleisanlagen wurden teilweise demontiert und überbaut. Anfang 1984 wurde die Wiederaufnahme des Fahrbetriebes von der Stadt Plauen beantragt, am 31. Mai 1984 stimmte die Staatliche Bahnaufsicht dem zu.
Die Parkeisenbahn Syratal zählt jährlich zwischen 30.000 und 35.000 Fahrgäste.

## Strecke
Die Strecke besteht aus einem Oval mit einem Bahnhof und einem Haltepunkt sowie einem Bahnbetriebswerk; der Syrabach wird auf einer im Jahre 2000 erneuerten Brücke mit beiden Richtungsgleisen gequert. Die Bahn fährt mit Gleichspannung (220 Volt, 15 Ampere), die den Elektroloks über eine Oberleitung zugeführt wird. Die einzige weitere elektrisch betriebene Parkbahn mit externer Stromzuführung in Deutschland ist die nichtöffentliche Kinderstraßenbahn Rumpelstilzchen.

## Fahrzeuge
Auf der Parkeisenbahn verkehren zwei modifizierte Grubenlokomotiven, die in Aue für die SDAG Wismut gebaut wurden, sowie eine Lok, die 1959 von Kumpels der Schachtanlage Zobes aus zwei Akkulokomotiven Metallist gebaut wurde. Für Sonderfahrten und zur Streckenunterhaltung ist weiterhin eine Diesellok der Baureihe LKM Ns 2f, gebaut 1956 in Babelsberg (Fabriknummer 248702), vorhanden. Diese Lok stammt von den Karsdorfer Zementwerken, kam 2005 zur Parkeisenbahn und wurde von Mitgliedern des Fördervereins aufgearbeitet.